# Passeport bosnien
Le passeport bosnien est un document de voyage international délivré aux ressortissants bosniens, et qui peut aussi servir de preuve de la citoyenneté bosnienne.